# Обжинки
Обжинки — кінець жнив і святкування з цього приводу. Стародавній український народний звичай.

## Про свято
У кінці липня близько Спаса (кінець липня і початок серпня) жнива закінчувалися. До того часу обжинали майже всі господарі, в день Спаса вони приносили до церкви житні вінки; священик освячував їх разом з плодами і хлібом, що був спечений з борошна нового врожаю. Ці вінки ретельно зберігалися, і зерном з них засівали озимі поля…
У день, коли скінчили жнива, дожали останню ниву, женці ходять по полю, збирають колоски, плетуть спільний вінок чи "квітку" (зележно від регіону) з того колосся і співають пісні. Сплетений з останніх колосків вінок накладали на голову найкращій жниці і, співаючи обрядових пісень, ішли з поля до подвір'я господаря. Він зустрічає женців із хлібом-сіллю, а потім запрошує до хати й частує обідом з горілкою. Вінок і сніп даються господареві в руки, а на Спаса їх несуть до церкви. 
Велика збірка обжинкових пісень вміщена у збірнику Я. Головацького «Народні пісні Галицької та Угорської Русі» (1878). Обжинки і звичаї з ними пов'язані часто описував в своїх радіозамальовках і книгах журналіст Олександр Токар.